# Капралов, Пётр Михайлович
Пётр Миха́йлович Капра́лов (сентябрь 1906, Карсун, Симбирская губерния — 1964, Москва) — министр государственной безопасности Литовской ССР, генерал-майор (1945).

## Биография
Родился в русской семье крестьянина. Курсант Краснознамённой военной пехотной школы РККА в Ульяновске с 1925 по 1928. В органах внутренних дел и госбезопасности с 1928. До 1940 служил в войсках ОГПУ — НКВД: контролёр, начальник заставы 52-го ПОГО полпредства ОГПУ по Дальневосточному краю, с 1 июля 1933 исполняющий должность командира 3-го железнодорожного полка ОГПУ в Спасске. С 26 января 1934 слушатель Высшей пограничной школы ОГПУ-НКВД. После её окончания 5 мая 1935 назначен начальником школы младшего комсостава, затем начальником штаба 59-го железнодорожного полка НКВД в Ростове. В 1938 поступил в Московский институт востоковедения на факультет турецко-французского языка. В 1940 был отозван из института и вновь направлен помощником командира 32-го отдельного батальона войск НКВД, участвовал в советско-финской войне. С 1940 по 1941 работал в разведке, а с августа 1941 в военной контрразведке: старший оперуполномоченный, заместитель начальника и начальник 6-го отделения 6-го отдела УОО НКВД. С 7 июля 1943 по июль 1944 заместитель начальника ОКР СМЕРШ НКВД СССР. Заместитель наркома, затем министра внутренних дел Литовской ССР с 26 июля 1944 по 1 марта 1947, с 15 марта 1946 одновременно начальник Управления по борьбе с бандитизмом МВД Литовской ССР. Заместитель министра госбезопасности Литовской ССР с 1 марта 1947 по 20 апреля 1949, затем министр госбезопасности до 31 марта 1952. Начальник Управления МГБ — МВД по Приморскому краю с 31 марта 1952 по 26 марта 1954. Начальник Управления КГБ по Орловской области с 26 марта 1954 по 3 февраля 1956. Член ВКП(б) с 1927, депутат Верховного Совета СССР 3-го созыва с февраля 1950. Делегат XIX съезда КПСС.
21 марта 1956 уволен из органов КГБ в отставку по болезни с правом ношения военной формы одежды. Проживал в Москве.

### Звания
- 20.09.1941, старший лейтенант государственной безопасности;
- 30.04.1942, капитан государственной безопасности;
- 11.02.1943, подполковник государственной безопасности;
- 03.06.1944, полковник государственной безопасности;
- 16.02.1945, комиссар государственной безопасности;
- 09.07.1945, генерал-майор.

### Награды
- 15.04.1943, орден Красной Звезды;
- 03.11.1944, орден Красной Звезды;
- 12.05.1945, орден Красного Знамени;
- 31.05.1945, орден Кутузова II-й степени
- 08.04.1947, орден Отечественной Войны II-й степени;
- 24.08.1949, орден Красного Знамени.[4]
- 20.07.1950, орден Ленина;
- 24.11.1950, орден Ленина;
- 01.05.1943, медаль «За оборону Москвы»;
- 09.05.1945, медаль «За победу над Германией»;
- 22.02.1948, медаль «30 лет Советской Армии и Флота»;
- 22.03.1946, нагрудный знак «Заслуженный работник НКВД».